# 1961 au Nouveau-Brunswick
Chronologie du Nouveau-Brunswick
- 1957
- 1958
- 1959
- 1960
- 1961
- 1962
- 1963
- 1964
- 1965

Cette page concerne des événements d'actualité qui se sont produits durant l'année 1961 dans la province canadienne du Nouveau-Brunswick.

## Événements
- 29 mai : le progressiste-conservateur Edgar Fournier remporte l'élection partielle fédérale de Restigouche—Madawaska à la suite de la démission de Joseph Charles Van Horne.
- 19 juin : le libéral J. Fraser Kerr remporte l'élection partielle de Northumberland à la suite de la démission de Paul London et le progressiste-conservateur Richard Hatfield remporte celle de Carleton à la suite de la démission de Hugh John Flemming pour se présenter sa candidature de l'élection fédérale.
- 15 octobre : inauguration du Pont J.C. Van Horne.

## Naissances
- Suzie LeBlanc, chanteuse.
- 17 mars : Brian Murphy, député.
- 26 septembre : Madeleine Dubé, député et ministre.
- 15 novembre : Marc Albert, joueur de volleyball.

## Décès
- 28 décembre : Aurèle Léger, député et sénateur.